# Nuthetal
Nuthetal – gmina w Niemczech w kraju związkowym Brandenburgia, w powiecie Potsdam-Mittelmark.

## Dzielnice
W skład gminy wchodzą następujące dzielnice:

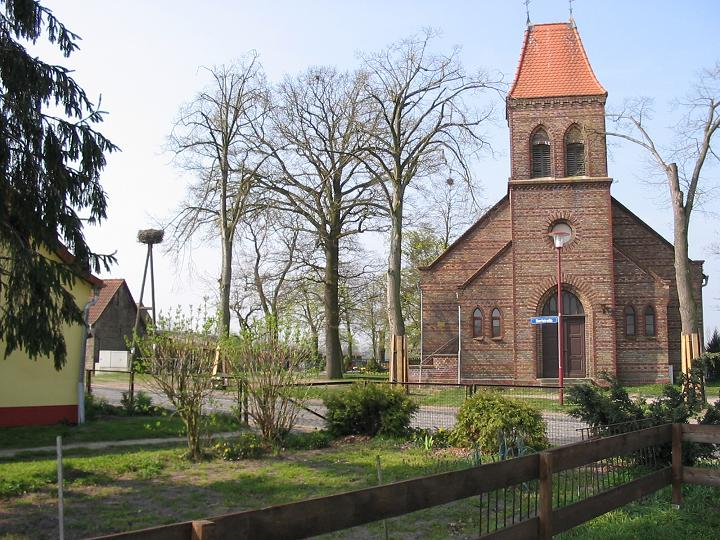
Kościół w Fahlhorst

- Bergholz-Rehbrücke
- Fahlhorst
- Nudow
- Philippsthal
- Saarmund
- Tremsdorf